# Menispora arnaudii
Menispora arnaudii är en svampart som beskrevs av P.M. Kirk ined. Menispora arnaudii ingår i släktet Menispora och familjen Chaetosphaeriaceae.   Inga underarter finns listade i Catalogue of Life.